# 紧抱狸藻
紧抱狸藻（學名：Utricularia prehensilis）為狸藻屬似多年生小型至中型食虫植物。其种加词“prehensilis”来源于拉丁文“prehendo”，意为“抓住，捕获”，指其花茎经常缠绕。紧抱狸藻分布于非洲热带及南部，存在于安哥拉、中非共和国、刚果民主共和国、埃塞俄比亚、肯尼亚、马达加斯加、南非、斯威士兰、坦桑尼亚、赞比亚和津巴布韦。紧抱狸藻通常陆生于海拔接近海平面的沼泽中，但位于坦桑尼亚南部的种群可分布于海拔2100米处。1837年，恩斯特·海因里希·弗里德里希·迈耶正式描述了紧抱狸藻。

## 外部連結
- 食虫植物照片搜寻引擎中紧抱狸藻的照片 （页面存档备份，存于）

 维基共享资源上的相關多媒體資源：紧抱狸藻
 維基物種上的相關：紧抱狸藻